# Eugenio d’Ors

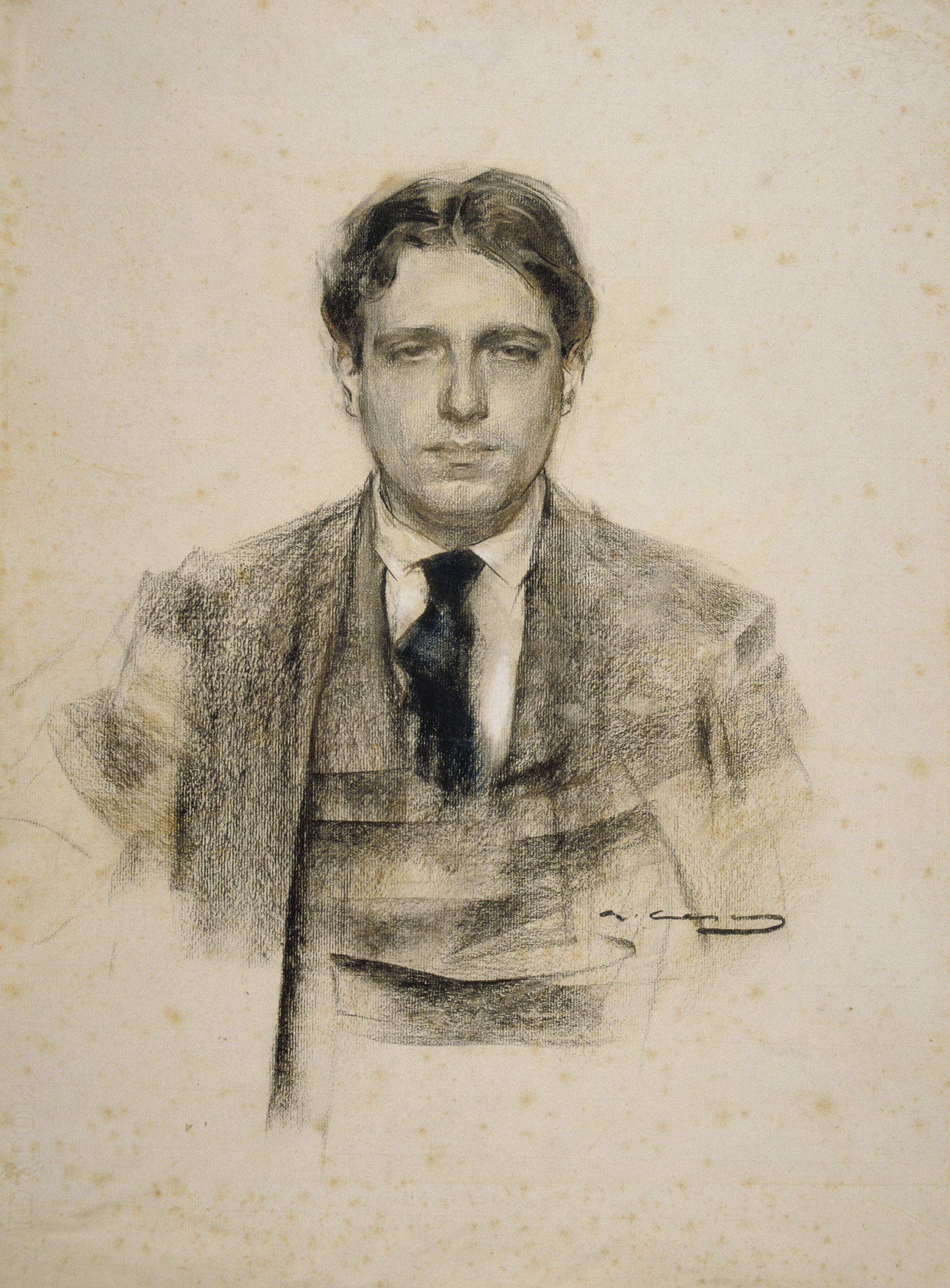
Porträt vom Ramón Casas (MNAC).

Eugenio d’Ors Rovira (* 28. September 1881 in Barcelona; † 25. September 1954 in Vilanova i la Geltrú), auch bekannt als Eugeni d’Ors, war ein Spanischer Schriftsteller, Journalist, Philosoph, Essayist und Kunstkritiker. Er publizierte auf Katalanisch und Spanisch zum Teil auch unter den Pseudonymen Xènius, Octavi de Romeu, El Guaita sowie Un Ingenio de esta Corte.

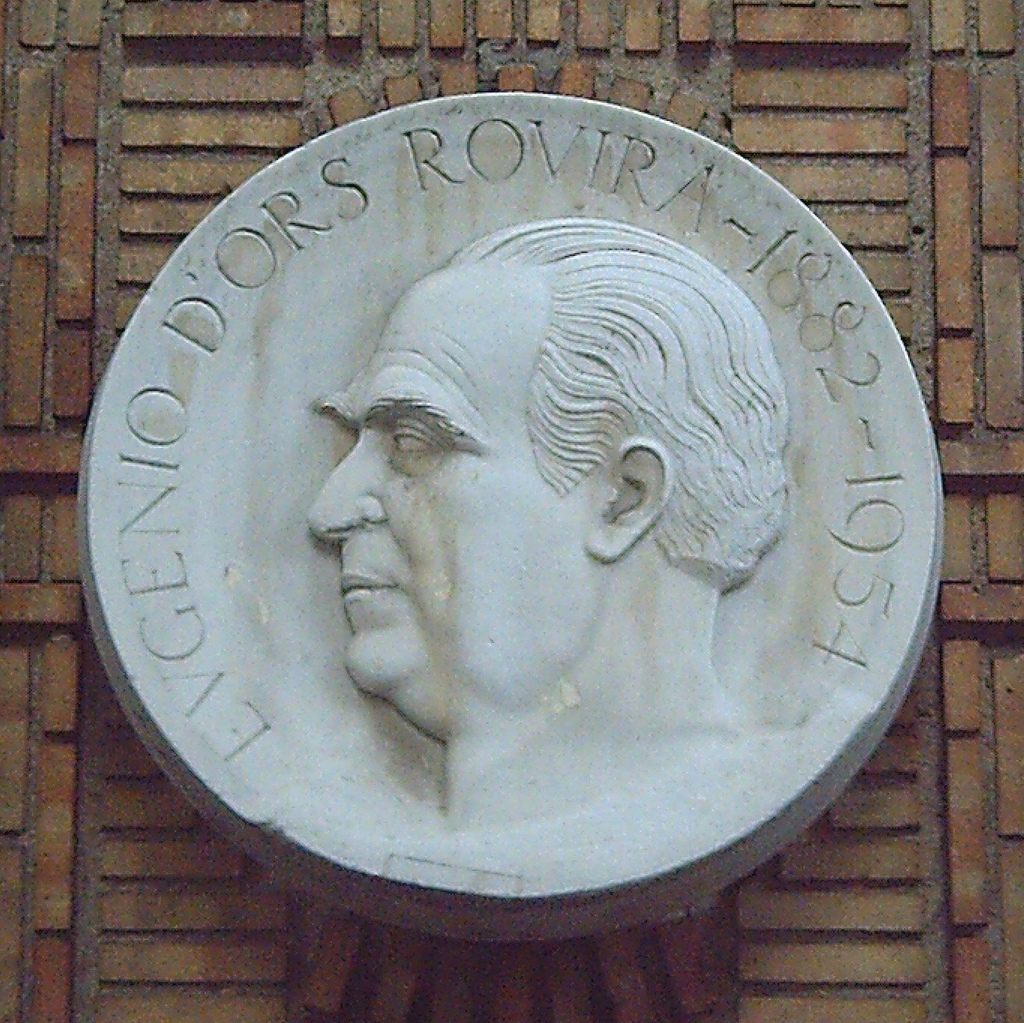
D’Ors, Relief von F. Marés

## Biografisches
Eugenio d’Ors wurde am 28. September 1881 geboren. D’Ors studierte Rechtswissenschaften in Barcelona und erwarb sein juridisches Doktorat 1905 an der Universität Madrid mit einer Arbeit über die Genealogie des Imperialismus. Ab 1906 war er Mitarbeiter der Zeitschrift La Veu de Catalunya und engagierte sich im katalanischen Noucentisme. Er war Sekretär des Institut d’Estudis Catalans ab 1911. Er erwarb 1913 ein zweites Doktorat (Philosophie) in Madrid. Von 1917 bis 1920 war er Direktor der Instrución Pública de la Mancomunitat de Catalunya. Der katalanische Politiker Enric Prat de la Riba war sein großer Protektor und Förderer. Nach Prats Tod distanzierte der konservativ katholische d’Ors sich zunehmend vom Programm der Lliga Regionalista und wurde von seinen früheren Mitstreitern auch massiv abgelehnt (Man sprach, im übertragenen Sinn, geradezu von einem „Fenstersturz“).
Ab 1923 lebte er in Madrid und wurde 1927 Mitglied der Real Academia Española.
Nach Beginn des spanischen Bürgerkriegs, schloss er sich der Falange an. In diesen Jahren arbeitete er mit faschistischen Publikationen wie der Zeitung Arriba España von Pamplona oder der Zeitschrift Jerarquía. Ab 1938, noch während des Bürgerkriegs, in dem seine drei Söhne auf der franquisischen Seite teilnahmen, war er Generaldirektor der schönen Künste in der provisorischen Regierung von Burgos. D’Ors wurde zu einem der wenigen spanischen Intellektuellen, die sich an die Seite der Diktatur von Francisco Franco stellten. Unter der Leitung von Minister Pedro Sainz Rodríguez beteiligte sich d'Ors an der Gründung des Instituto de España in Rom. Er nahm auch für das Franco-Regime die von der demokratischen Regierung in die Schweiz transferierten Kunstschätze des Prado entgegen. In 1953 erhielt er den Lehrstuhl für Kulturwissenschaften der Universität Madrid.
Er war der Vater des Juristen und politischen Theoretikers Álvaro d’Ors.

## Werke

### Katalanisch
- La fi d’Isidre Nonell, 1902 (Erzählung)
- Gloses de quaresma, 1911
- La ben plantada, 1911
- Gualba la de mil veus, 1911
- Oceanografia del tedi, 1918
- La vall de Josafat, 1918
- Gloses de la vaga, 1919

### Spanisch
- Estudios de arte (1932)
- Introducción a la vida angélica. Cartas a una soledad, 1939
- Novísimo glosario (1946)
- El secreto de la filosofía, 1947
- La verdadera historia de Lidia de Cadaqués, 1954